# Ramsau bei Berchtesgaden
Ramsau bei Berchtesgaden je obec v německé spolkové zemi Bavorsko, v Alpách poblíž hranic s Rakouskem.
Žije zde přibližně 1 700 obyvatel.

## Geografie
Nejbližším spádovým střediskem je 12 km vzdálený Bad Reichenhall.

## Politika

### Starostové
Starostové obce od května roku 1945
- 1945 Karl Dieterich (květen - červen 1945)
- 1945 Karl Graßl (CSU)
- 1972 Georg Graßl (CSU)
- 1984 Hans Flunk
- 1996 Hans Datzmann (CSU)
- 2008 Herbert Gschoßmann (CSU)

## Pamětihodmosti
Místní pamětihodností je kostel sv. Fabiána a Šebestiána z 16. století, později barokně upravovaný.